# Миронова, Валентина Григорьевна
Валенти́на Григо́рьевна Миро́нова (15 марта 1943 — 26 июня 2002) — советский и российский археолог, кандидат исторических наук, старший научный сотрудник института археологии.

## Биография
В 1966 году окончила кафедру археологии Исторического факультета МГУ, специализировалась по новгородской археологии (научный руководитель — В. Л. Янин). В 1971 г. защитила кандидатскую диссертацию «Двинские грамоты XIV—XV вв. как исторический источник». С 1975 года работала в Институте археологии.
Впервые работала на раскопках в Новгороде в качестве студентки-практикантки в 1962 г., после этого работала в Новгородской археологической экспедиции (НАЭ) в 1964—1966 гг. в качестве лаборанта, в 1978—1981 гг. руководила работами на Дубошином и Нутном раскопах. В 1960-е участвовала в работах Старорусского отряда НАЭ под руководством А. Ф. Медведева. Соавтор отчётов НАЭ за 1980 г.
В 1985 году возглавила Старорусскую археологическую экспедицию, и руководила её работой вплоть до 1998 г. Раскопки велись, главным образом, на участках в исторической части средневекового города. Накопленные материалы позволили исследователю осветить некоторые вопросы социально-топографического деления города, сделать предварительные выводы об административной структуре. Путём сопоставления результатов раскопок, анализа данных геологического бурения, картографических материалов XVII XIX вв., В. Г. Миронова предприняла попытку реконструировать древнюю гидросистему города и локализовать исторический центр средневековой Русы.
Автор отчётов о раскопках в Старой Руссе за 1985—1992 годы и отчётных публикаций в сборниках «Археологические открытия». В 1970-е — 1980-е годы проводила археологические разведки в Новгородской, Тульской, Курской, Пензенской и Орловской областях.

## Основные публикации
- Языческое жертвоприношение в Новгороде // СА. — 1967. — № 1;
- Начальная топография Старой Руссы (в соавторстве с В. Н. Суховаровым) // Становление европейского средневекового города. — М., 1989;
- Берестяные грамоты из Старой Руссы (находки 1985 г.) // СА. — 1990. — № 2;
- История археологического изучения Старой Руссы // МАН. 1988. — М., 1990;
- Берестяные грамоты из Старой Руссы // ВИ. — 1991. — № 4-5.